# Enten-Abende
Die Enten-Abende sind nach einer regelmäßigen Diskussionsrunde im Hotel Zur Goldenen Ente in der Riemergasse 4 (1. Bezirk) in Wien benannt.
Karl Lueger bereitete mit Karl von Vogelsang, Prinz Aloys von Liechtenstein und Franz Martin Schindler den 2. Österreichischen Katholikentag (1889) vor. Aus diesem Arbeitskreis entstand ein Diskussionskreis für Sozialreformer, der sich regelmäßig im Hotel Zur Goldenen Ente traf. Daraus entwickelte sich die Bezeichnung Enten-Abende als eine Studienrunde katholischer Sozialreformer. Aus diesen Gesprächen verfasste F. M. Schindler das Programm der Christlichsozialen Bewegung. 

## Weblink
- Enten-Abende im Wien Geschichte Wiki der Stadt Wien